# Birmensdorf (Zúric)
Birmensdorf és un municipi del cantó de Zúric (Suïssa), cap del districte de Dietikon.